# Vardiani
Vardiani (griechisch Βαρδιάνοι (f. pl.), Aussprache [varðjaˈni], früher italienisch Guardiana) ist eine kleine unbewohnte Insel südlich der griechischen Insel Kefalonia. Administrativ gehört sie zur Ortsgemeinschaft Mantzavinata im Gemeindebezirk Paliki der Gemeinde Lixouri.

## Geschichte
Die flache, langgestreckte Insel ist vermutlich die bei Plinius genannte Insel Letoia, die „ante Cephaloniam“ liegen soll. Auf der Insel finden sich Spuren früherer Besiedlung sowie zwei Kapellen und Reste eines Klosters. 
Auf der Insel befinden sich die Ruinen eines unter dem britischen Gouverneur Charles James Napier 1824 errichteten Leuchtturms. Er war 34 Meter hoch. Er zeigte den Seefahrern die Einfahrt in die vier Kilometer entfernte Bucht von Argostoli Lixouri. Der Leuchtturm wurde von dem großen Erdbeben 1953 beschädigt und ist heute nur als Ruine erhalten. An seiner Stelle befindet sich ein wesentlich kleineres Leuchtfeuer.
Die Insel gehört heute dem Kloster Kipouria. Es scheiterten verschiedene Versuche, die Insel etwa zur Kaninchenzucht zu nutzen.   